# اندیس حسین‌آباد (روشت)
حسین آباد(روشت) یک اندیس فلزی است که در حوالی شهر کوه کی نو استان لرستان قرار دارد و مادهٔ معدنی موجود در آن، طلا است.  